# Mestres do Terror (Marvel Comics)
Mestres do Terror (Masters of Evil no original) é um grupo de vilões da Marvel Comics que teve várias formações e geralmente tem como líder o Barão Zemo. São inimigos dos Vingadores. Em uma de suas encarnações eles tentaram se passar por heróis e deram origem ao grupo Thunderbolts.

## História
Essa equipe de supervilões já teve várias encarnações diferentes ao longo do tempo. Foi reunida pela primeira vez pelo Barão Zemo original, porém o Barão Zemo morreu em combate com os Vingadores, então seu filho(o segundo Barão Zemo)reuniu outras encarnações dos Mestres do Terror para poder vingá-lo. Dentre as várias versões, com os mais variados vilões mas as principais e mais conhecidas foram

### Primeira Versão
Foi uma combinação de supervilões, fundada e liderada pelo Barão Zemo Original que confrontaram os Vingadores diversas vezes, na primeira formação seus integrantes eram vilões que Zemo escolheu especificamente para derrotar um certo herói dos Vingadores: o Homem-Radioativo seria um desafio para o Thor, o Derretedor para o  Homem de Ferro e o Cavaleiro Negro I para o Gigante e a Vespa. Mas diversos vilões participaram de algumas aventuras com esses vilões, dentre eles Encantor e Executor, Destruidor e Magnum, que ganhou seus poderes justamente do Barão Zemo.

### Segunda Versão do 2º Barão Zemo
A mais eficiente foi reunida justamente pelo filho do Barão Zemo original, reunindo muitos dos (pequenos) vilões que os Vingadores (e seus membros) combateram ao longo do tempo. Esta equipe conseguiu separar os heróis do grupo e surrá-los individualmente, além de invadir a Mansão dos Vingadores e destruí-la. Foi uma das piores batalhas da equipe, só vencida a muito custo, custando a vida de vários membros, inclusive, do poderosíssimo Hércules.

### Thunderbolts
Mais tarde, uma versão compacta desses novos Mestres do Terror se transformou na equipe conhecida por Thunderbolts, uma tentativa do novo Barão Zemo de se fazer passar por heróis e aplicar um grande golpe. Contudo, após a saída de Zemo, a equipe foi dissolvida e alguns vilões  integraram os Vingadores Sombrios de Norman Osborn. Entretanto alguns de seus membros realmente gostaram de viver como heróis formando os Novos Thunderbolts, tentando assim pagar por seus erros do passado.